# AHSP
AHSP (англ. Alpha hemoglobin stabilizing protein) – білок, який кодується однойменним геном, розташованим у людей на короткому плечі 16-ї хромосоми. Довжина поліпептидного ланцюга білка становить 102 амінокислот, а молекулярна маса — 11 840.
| 10         |  | 20         |  | 30         |  | 40         |  | 50         |
| ---------- |  | ---------- |  | ---------- |  | ---------- |  | ---------- |
| MALLKANKDL |  | ISAGLKEFSV |  | LLNQQVFNDP |  | LVSEEDMVTV |  | VEDWMNFYIN |
| YYRQQVTGEP |  | QERDKALQEL |  | RQELNTLANP |  | FLAKYRDFLK |  | SHELPSHPPP |
| SS         |  |            |  |            |  |            |  |            |

A: Аланін

D: Аспарагінова кислота

E: Глутамінова кислота

F: Фенілаланін

G: Гліцин

H: Гістидин

I: Ізолейцин

K: Лізин

L: Лейцин

M: Метіонін

N: Аспарагін

P: Пролін

Q: Глутамін

R: Аргінін

S: Серин

T: Треонін

V: Валін

W: Триптофан

Кодований геном білок за функцією належить до шаперонів. 
Локалізований у цитоплазмі.